# 黃寶妮
黃寶妮（英語：Britney Wong Po Ni，1999年5月23日—），人稱「小妮子」、「黃小妹」、「馬場鍾柔美」，香港賽馬會所屬見習女騎師。
黃寶妮是繼江碧蕙、鍾麗芳、余詠詩、簡慧榆及蔣嘉琦後，第六位取得香港賽馬會見習騎師牌照的華人女騎師。

## 簡歷
黃寶妮1999年5月23日出生於香港，後就讀於賽馬會體藝中學，曾加入香港花式跳繩會並於「全港校際花式跳繩錦標賽2014」中的「女子30秒單車步速度跳」及「女子30秒朋友跳速度跳」項目中獲獎。 她就讀體藝中學時亦曾為該校游泳隊隊員，但其後因身形問題，自感日後在游泳界發展有難度。2016年9月，當黃寶妮17歲時，因其母親經收音機得知香港賽馬會「賽事見習學員培訓計劃」正在招募新生，黃寶妮遂在其母親提議下報考該計劃並獲取錄。
2022年2月17日，黃寶妮獲派往位於澳洲南澳州阿德萊德萬富圍馬場的南澳洲賽馬會接受海外訓練，並跟隨當地練馬師奧干納（Jon O'Connor）學藝。自2022年6月12日起，黃寶妮在澳洲出賽合共602次，勝出50場賽事，並取得澳洲城市騎師牌照。其中，黃寶妮曾於澳洲競逐36場城市馬場賽事，並贏得5場頭馬，勝出率為百分之14。 2024年4月28日，黃寶妮因澳洲政府拒絕延長其學生簽證兩年而返回香港訓練，並曾在香港沙田馬場及廣州從化馬場策騎，參加合共逾25次試閘，其申報最低出賽造磅為105磅。
2024年7月12日，黃寶妮正式獲馬會牌照委員會發出見習騎師牌照，並自2024至2025年度馬季開始在港策騎出賽。 馬會見習騎師訓練學校校長及賽馬人才培訓中心高級經理陳念慈稱讚黃寶妮守時、認真而且非常好學，是一位聽得懂別人說話，而且願意不斷自我改善、尋求進步的年輕人，加上其體能比同期女性應徵者優秀，故此取錄了黃寶妮加入馬會成為見習女騎師。

## 騎師經歷

### 2024至2025年度馬季
2024年7月12日，黃寶妮獲香港賽馬會牌照委員會發出2024至2025年度馬季在港見習騎師牌照。牌照委員會同時宣佈，她在未獲得管理層批准之前，暫不可在跑馬地馬場的任何賽事中策騎出賽。馬會同時公佈黃寶妮申報其最低出賽造磅為105磅，在黃寶妮獲分配隸屬哪一位練馬師之前，她先獲分配練馬師韋達的指導。
2024年8月6日，香港賽馬會公佈，馬會管理層決定指派黃寶妮跟隨練馬師賀賢學藝，令他成為繼潘明輝後，出道時第二位被派往跟隨賀賢的見習騎師。
2024年9月8日，黃寶妮首次以見習騎師身份在沙田馬場上陣，正式展開在香港的策騎事業。她於當日獲安策騎「專家」唯一一匹坐騎。雖然當天她未取得任何頭馬進帳，但仍憑策騎「專家」跑入一席第三的不俗成績，成為香港賽馬史上首位首仗出賽即取得賽事三甲位置而「上名」的香港華人女騎師。
2024年9月22日，黃寶妮於沙田馬場憑策騎韋達馬房的「不可擋」勝出，打開她在港的勝利之門，也成為香港賽馬史上最快勝出賽事而「開齋」的見習女騎師。

## 在港策騎成績
| 年度        | 冠 | 亞 | 季 | 殿 | 第五 | 出賽次數 | 所贏獎金（港元） | 備註     |
| ----------- | -- | -- | -- | -- | ---- | -------- | ---------------- | -------- |
| 2024 - 2025 | 18 | 6  | 11 | 13 | 16   | 210      | $ 17,930,900     | 策騎首季 |
| 總計        |    |    |    |    |      |          |                  |          |

## 在港策騎資料
|                      | 日期          | 賽事            | 場地 | 馬場     | 馬名   | 練馬師 | 名次 | 獨贏賠率 |
| -------------------- | ------------- | --------------- | ---- | -------- | ------ | ------ | ---- | -------- |
| 初出賽               | 2024年9月8日  | 第四班 - 1000米 | 草地 | 沙田馬場 | 專家   | 賀賢   | 3    | 23       |
| 首勝利               | 2024年9月22日 | 第四班 - 1000米 | 草地 | 沙田馬場 | 不可擋 | 韋達   | 1    | 3.1      |
| 級際賽初出賽         | —             | —               | —    | —        | —      | —      | —    | —        |
| 級際賽首勝利         | —             | —               | —    | —        | —      | —      | —    | —        |
| 一級賽初出賽         | —             | —               | —    | —        | —      | —      | —    | —        |
| 一級賽首勝利         | —             | —               | —    | —        | —      | —      | —    | —        |
| 四歲系列經典賽初出賽 | —             | —               | —    | —        | —      | —      | —    | —        |
| 四歲系列經典賽首勝利 | —             | —               | —    | —        | —      | —      | —    | —        |

## 外部連結
- 黃寶妮的Instagram帳戶